# Felszín
Felszínnek nevezzük a testek egyik jellemzőjét. Hétköznapi értelemben a test határfelületeinek összes területét értjük alatta, ilyen módon a soklapok (poliéderek) testhálójával áll szoros kapcsolatban. Sok természeti folyamat is a megfelelő testek felszínével áll kapcsolatban.

## Definíció
A felszín definíciója több irányból is megközelíthető, ezek azonban ugyanarra az eredményre kell vezessenek. Matematikai értelemben a felszínt valójában függvénynek kell tekinteni, mivel az egyes testekhez számértéket egyértelműen rendel.

### Elemi meghatározás
Ha a testről a határait "leválasztjuk", és azt síkidomba terítjük, az így kapott ponthalmaz területét nevezzük a test felszínének. Ez az eljárás poliéderek és egyes görbe felületű testek esetén működőképes, azonban sok test felszínének meghatározására kevéssé alkalmas.
A meghatározás előnye, hogy rendkívül szemléletes, és megfelel a technikai alkalmazásoknak. Hátránya éppen a fent említett korlátozottság.

### Geometriai megközelítés
1. Poliéderek esetén a határoló síklapok területének összegét értjük a test felszíne alatt. Ez megfelel a testháló, mint síkidom területének.
2. Ha a test síkba fejthető (van testhálója), akkor a megfelelő síkidom területét értjük felszín alatt.
3. Egyéb esetekben a testet belülről és kívülről burkoló poliédersereg felszínének határértékét tekintjük a test felszínének, amennyiben a kettő létezik és megegyezik.[* 3]

Utóbbi esetet a gömb felszínének meghatározásakor szokás legjellemzőbben alkalmazni.

### Analitikus értelmezés
A felszín naiv fogalmából az analízis segítségével igen precíz definíció alkotható meg. Testnek tekintjük az Rn-beli zárt, egyszeresen összefüggő halmazt. Ennek határpontjai alkotják a test felszínét, mint halmazt, és a halmaz mértékét nevezzük a test felszínének. Ez alapján a test felszíne általában integrálással határozható meg.

## Kiszámítása

### Egyszerű testek
Egyszerű testeknek tekintjük a poliédereket és a egyenes szakaszokból származtatható forgástesteket, valamint a gömböt. Ezek esetében könnyen kezelhető, megjegyezhető képletek állnak rendelkezésre a felszín meghatározásához.
Az egyszerű testekből, azok összeillesztésével, néhány további testnek is számítható a felszíne.

### Általános számítás
Ha a testet az F(x,y,z) függvény írja le, akkor a felszínét az F(x,y,z)=0 egyenlet, amit átrendezve a z(x,y)=0 egyenletet kapjuk. Ennek integrálja lesz a felszín:
{\displaystyle S=\int z(x,y)\mathop {{\text{d}}x} \mathop {{\text{d}}y} } az általános képlet és
{\displaystyle S=\int \limits _{y_{0}}^{y_{1}}\int \limits _{x_{0}}^{x_{1}}z(x,y)\mathop {{\text{d}}x} \mathop {{\text{d}}y} } a konkrét érték.
Az integrál ilyen formában történő kiszámítása sok esetben nehezen kivitelezhető, ilyenkor érdemes a változókat megfelelő módon paraméterezni.
Speciálisan a forgástestek felszíne egyszerűbben is számolható, feltéve, hogy a tengelyüket a koordináta-rendszer x-tengelye alkotja. Ekkor ugyanis az y(x) függvény ívhosszát kell tudnunk kiszámolni, mivel ennek forgatása jelenti a test felszínét. Ekkor a felszínt az alábbi integrál írja le:
{\displaystyle 2\pi \int \limits _{y_{0}}^{y_{1}}1+\left(y'\right)^{2}\mathop {{\text{d}}x} }

### Néhány test felszíne
| Test           | Jellemző paraméter(ek)             | Felszín meghatározása |
| -------------- | ---------------------------------- | --------------------- |
| Kocka          | e élhossz                          | S=6e2                 |
| Téglatest      | w szélesség l hosszúság h magasság | S=2(wh+hl+lw)         |
| Henger         | r sugár h magasság                 | S=2πr(r+h)            |
| Egyenes körkúp | c alkotó r alapkör sugara          | S=πr(r+c)             |
| Gömb           | r sugár                            | S=4πr2                |

## Mértékegység
A felszín az SI mértékegységrendszerben a hosszúságból leszármaztatott mennyiség, dimenziója hosszúság2: dim(S)=L2. Ennek megfelelően a mértékegysége [S]=m2.
A kisebb és nagyobb egységek esetén a szülő dimenzió átváltási arányának négyzete az átváltási arány, hogy ez a matematikai eszközök használata közben ne okozzon problémát. A váltási arányok SI esetén:
|      | km2            | m2        | cm2            | mm2               |
| ---- | -------------- | --------- | -------------- | ----------------- |
| km2= | 1              | 1 000 000 | 10 000 000 000 | 1 000 000 000 000 |
| m2=  | 0,000001       | 1         | 10 000         | 1 000 000         |
| cm2= | 0,0000000001   | 0,0001    | 1              | 100               |
| mm2= | 0,000000000001 | 0,000001  | 0,01           | 1                 |

## További információ
- Integrál
- Mérték